# Чжан Шань
Чжан Шань (кит. упр. 张山, пиньинь Zhāng Shān, р.23 марта 1968) — китайский стрелок, олимпийская чемпионка.

## Биография
Чжан Шань родилась в 1968 году в Наньчуне провинции Сычуань. В 1984 году вошла в сборную провинции, в 1989 — в национальную сборную. В 1992 году на Олимпийских играх в Барселоне соревнования по скиту были смешанными, и Чжан Шань завоевала золотую медаль, став единственной женщиной, сумевшей победить на Олимпийских играх в ските за период с 1972 по 1992 годы. На Олимпийских играх 1996 года соревнования по скиту были мужской дисциплиной, и Чжан Шань не смогла принять в них участия. На Олимпийских играх 2000 года были введены соревнования по скиту среди женщин, и Чжан Шань приняла в них участие, но стала лишь 8-й.